# بيرويك (لويزيانا)
بيرويك (بالإنجليزية: Berwick town, Louisiana)‏ هي بلدة تقع بولاية لويزيانا في الولايات المتحدة. تبلغ مساحتها 15.72 كم2، وترتفع عن سطح البحر 0.9144000000000001 م، بلغ عدد سكانها 4,946 نسمة في عام 2010 حسب إحصاء مكتب تعداد الولايات المتحدة وتصل الكثافة السكانية فيها 314.6 نسمة لكل كيلومتر مربع (814.8/ميل2).

## التركيبة السكانية
حدّد مكتب تعداد الولايات المتحدة بيانات التركيبة السكانية لبيرويك في تعداد الولايات المتحدة. في ما يلي، التركيبة السكانية حسب تعدادي 2000 و2010.

### تعداد عام 2000
بلغ عدد سكان بيرويك 4,418 نسمة بحسب تعداد عام 2000، وبلغ عدد الأسر 1,655 أسرة وعدد العائلات 1,193 عائلة مقيمة في البلدة. في حين سجلت الكثافة السكانية 281 نسمة لكل كيلومتر مربع (727.8/ميل2). وبلغ عدد الوحدات السكنية 1,825 وحدة بمتوسط كثافة قدره 116.1 لكل كيلومتر مربع (300.7/ميل2).
وتوزع التركيب العرقي للبلدة بنسبة 86.65% من البيض و8.26% من الأمريكيين الأفارقة و0.70% من الأمريكيين الأصليين و0.72% من الأمريكيين ذوي الأصول الآسيوية و0.54% من الأعراق الأخرى و3.12% من عرقين مختلطين أو أكثر و1.45% من الهسبانيون أو اللاتينيون من أي عرق.
بلغ عدد الأسر 1,655 أسرة كانت نسبة 44.3% منها لديها أطفال تحت سن الثامنة عشر تعيش معهم، وبلغت نسبة الأزواج القاطنين مع بعضهم البعض 53.7% من أصل المجموع الكلي للأسر، ونسبة 12.7% من الأسر كان لديها معيلات من الإناث دون وجود شريك، بينما كانت نسبة 5.7% من الأسر لديها معيلون من الذكور دون وجود شريكة وكانت نسبة 27.9% من غير العائلات. تألفت نسبة 23.4% من أصل جميع الأسر من عدة أفراد يعيشون في نفس المنزل ونسبة 8.9% كانت تتألف من شخص يعيش بمفرده يبلغ من العمر 65 عاماً أو أكثر. وبلغ متوسط حجم الأسرة المعيشية 2.67، أما متوسط حجم العائلات فبلغ 3.15.
بلغ العمر الوسطي للسكان 34.3 عاماً. وكانت نسبة 29.7% من القاطنين تحت سن الثامنة عشر، وكانت نسبة 8.8% بين الثامنة عشر والرابعة والعشرين عاماً، ونسبة 30.8% كانت واقعةً في الفئة العمرية ما بين الخامسة والعشرين والرابعة والأربعين عاماً، ونسبة 21.1% كانت ما بين الخامسة والأربعين والرابعة والستين، ونسبة 9.4% كانت ضمن فئة الخامسة والستين عاماً فما فوق. يوجد لكل 100 أنثى 93.6 ذكر، ويوجد لكل 100 أنثى في الثامنة عشر من عمرها فما فوق 93.1 ذكر.
بلغ متوسط دخل الأسرة في البلدة 33,208 دولارًا، أما متوسط دخل العائلة فبلغ 40,297 دولارًا. وكان متوسط دخل الذكور 33,413 دولارًا مقابل 21,620 دولارًا للإناث. وسجل دخل الفرد الخاص بالبلدة 15,099 دولارًا. وكانت نسبة 12.1% من العائلات ونسبة 14.8% من السكان تحت خط الفقر، وكان من هؤلاء نسبة 15.8% تحت سن الثامنة عشر ونسبة 18.6% في الخامسة والستين من العمر وما فوق.

### تعداد عام 2010
بلغ عدد سكان بيرويك 4,946 نسمة بحسب تعداد عام 2010، وبلغ عدد الأسر 1,851 أسرة وعدد العائلات 1,330 عائلة مقيمة في البلدة. في حين سجلت الكثافة السكانية 314.6 نسمة لكل كيلومتر مربع (814.8/ميل2). وبلغ عدد الوحدات السكنية 2,018 وحدة بمتوسط كثافة قدره 128.4 لكل كيلومتر مربع (332.6/ميل2).
وتوزع التركيب العرقي للبلدة بنسبة 83.93% من البيض و10.98% من الأمريكيين الأفارقة و0.93% من الأمريكيين الأصليين و0.77% من الأمريكيين ذوي الأصول الآسيوية و1.44% من الأعراق الأخرى و1.96% من عرقين مختلطين أو أكثر و4.33% من الهسبانيون أو اللاتينيون من أي عرق.
بلغ عدد الأسر 1,851 أسرة كانت نسبة 41.7% منها لديها أطفال تحت سن الثامنة عشر تعيش معهم، وبلغت نسبة الأزواج القاطنين مع بعضهم البعض 49.4% من أصل المجموع الكلي للأسر، ونسبة 16.4% من الأسر كان لديها معيلات من الإناث دون وجود شريك، بينما كانت نسبة 6.1% من الأسر لديها معيلون من الذكور دون وجود شريكة وكانت نسبة 28.1% من غير العائلات. تألفت نسبة 23.8% من أصل جميع الأسر من عدة أفراد يعيشون في نفس المنزل ونسبة 8.1% كانت تتألف من شخص يعيش بمفرده يبلغ من العمر 65 عاماً أو أكثر. وبلغ متوسط حجم الأسرة المعيشية 2.67، أما متوسط حجم العائلات فبلغ 3.11.
بلغ العمر الوسطي للسكان 35.3 عاماً. وكانت نسبة 28.4% من القاطنين تحت سن الثامنة عشر، وكانت نسبة 9% بين الثامنة عشر والرابعة والعشرين عاماً، ونسبة 25.9% كانت واقعةً في الفئة العمرية ما بين الخامسة والعشرين والرابعة والأربعين عاماً، ونسبة 26.1% كانت ما بين الخامسة والأربعين والرابعة والستين، ونسبة 10.6% كانت ضمن فئة الخامسة والستين عاماً فما فوق. وتوزع التركيب الجنسي للسكان بنسبة 49% ذكور و51% إناث.